# Strawberry Newspaper
 (juillet 2025).
Le Strawberry Newspaper (いちご新聞, Ichigo Shimbun), aussi connu sous le nom de Strawberry News, est un magazine mensuel japonais publié par Sanrio. Lancé en avril 1975, il s’adresse principalement aux enfants, notamment aux jeunes filles. Le magazine présente des actualités sur les produits et personnages de Sanrio, notamment le plus célèbre, Hello Kitty.
Il est publié au format tabloïd en grand format et en couleur. En 2019, plus de 600 numéros avaient été publiés, et selon Sanrio, chaque numéro était tiré à 100 000 exemplaires. Le tout premier numéro, sorti en avril 1975, avait Snoopy en couverture et coûtait 100 yens. En 2025, le prix est de 220 yens.
À l’origine publié deux fois par mois, le magazine est devenu mensuel en 1982. Outre les actualités, il contient des histoires, activités et bricolages liés aux personnages Sanrio : dessins pas-à-pas, origami, boîtes à découper, livres miniatures, poupées en papier, jeux de société ou de cartes à découper, tours de magie, recettes de cuisine inspirées des personnages, partitions de chansons, chorégraphies, etc. Un poster est inclus dans chaque numéro, ainsi qu’un petit objet en cadeau, souvent de la papeterie ou un accessoire simple.
Le magazine comporte un message éditorial de Le Roi Fraise (The Strawberry King), l’alter ego du fondateur de Sanrio, Shintaro Tsuji. Certains messages abordent des thèmes politiques. Depuis 2016, chaque numéro d’août contient un message pacifiste évoquant la guerre, notamment les souvenirs de Tsuji liés à la Seconde Guerre mondiale. En 2015, à l’occasion du 70e anniversaire de la reddition du Japon, les personnages de Sanrio y évoquaient des conflits contemporains comme l’Afghanistan, la Somalie, l’Ukraine ou l’État islamique.
Le *Strawberry Newspaper* publie aussi des manga avec les personnages Sanrio, comme :
- Minna no Tabo (1986–1987),
- Peckle (dès 1991),
- Hapidanbui (depuis 2020),
- Kuririn Diary à la fin des années 1990, avec des photos de vrais hamsters mêlées à des dessins,
- Mariland Stories avec My Melody, d'abord publié dans le journal puis en livre en 2025.

Depuis 1980, les œuvres de Milk Aoyama (ja) sont régulièrement publiées dans le journal.
Les lecteurs du *Strawberry Newspaper* sont appelés les Strawberry Mates (いちごメイト, Ichigo Meito). Sanrio organisait des réunions mensuelles de Strawberry Mates dans sa boutique Strawberry House (いちごのお家) à Tokyo.
Plusieurs personnages de Sanrio ont été nommés par les lecteurs, comme Kiki et Lala, Goropikadon ou My Sweet Piano, la compagne de My Melody. Le personnage Corocorokuririn et sa famille ont été inspirés de hamsters réels élevés dans les bureaux de Sanrio. Des lecteurs ont été sollicités pour adopter leurs petits et pour nommer les hamsters fictifs.
Le sondage annuel personnages Sanrio a commencé dans le *Strawberry Newspaper* en 1986. Il a été précédé par un concours de popularité lancé en 1975.